# Jean Dulieubrug
De Jean Dulieubrug (brug 140) is een vaste brug in Amsterdam Oud-West.
De verkeersbrug is gelegen in de Jan Pieter Heijestraat en overspant het Jacob van Lennepkanaal en zijn twee Jacob van Lennepkaden. Het is de voorlaatste brug over dat kanaal (vanuit het stadscentrum bekeken) en dus kwam hier pas later dan de Osdorperbrug en Hennetjesbrug een brug. Er zou al rondom 1900 een brug hebben gelegen in verband met de toenmalige doortrekking van de Jan Pieter Heijestraat. De brug was laag, want in 1909 stootte een schuitenvoerder nog zijn hoofd tegen de rand en verdronk. In 1913 (aanbesteding december 1912) werd die brug vervangen door een ijzeren ophaalbrug, vermoedelijk naar een ontwerp van Wichert Arend de Graaf. Die brug werd in tegenstelling tot de twee genoemde andere bruggen elektrisch bediend. De brug moest stevig zijn, want er moest ook de elektrische tram, tramlijn 17 (van 1914-1923), in 1921 gevolgd door tramlijn 23. De brug moest beweegbaar zijn omdat het Van Lennepkanaal toen nog diende als aanvoerroute voor de groentenmarkt aan de Marnixstraat. Toen die verplaatst werd naar de Centrale Markthallen en het autoverkeer plaatselijk toenam, werd een vaste brug een betere optie. In de late jaren dertig werden alle bruggen over het kanaal vervangen, deze in 1938. Het bureau rondom bruggenarchitect Piet Kramer van de Publieke Werken leverde het ontwerp van deze en de andere bruggen over het kanaal. Ze is dus uitgevoerd in een sobere versie van de Amsterdamse Schoolstijl met de voor Kramer typerende afwisseling bak- en natuursteen. Er is alleen enige variatie toegebracht in de basis net boven het wateroppervlak. De balustrades in rechthoekig motief hebben hetzelfde basisontwerp als de eerder genoemde bruggen. Beeldhouwwerken en andere versieringen kenmerkend voor Kramer ontbreken hier. De brug is wel voorzien van Kramers datumstenen Anno 1937; deze zijn geplaatst onder de eindbalusters van de leuningen. De tramrails bleven nog lang liggen, sinds 1944 reed geen tram meer in een dienstregeling over de brug behalve tijdens belangrijke voetbalwedstrijden in het Olympische Stadion. Van 1962-1971 werden de sporen in de ochtendspits benut voor de inrukkende remiseritten van tramlijn 27 waarbij dan twee beweegbare bruggen werden vermeden. In de zomer van 1971 tijdens de reconstructie van het Leidsebosje werden de sporen voor het laatst gebruikt door de omgeleide tramlijn 1. 
De brug werd in 2016 vernoemd naar Jean Dulieu, kinderboekenschrijver-striptekenaar en bedenker van Paulus de boskabouter.

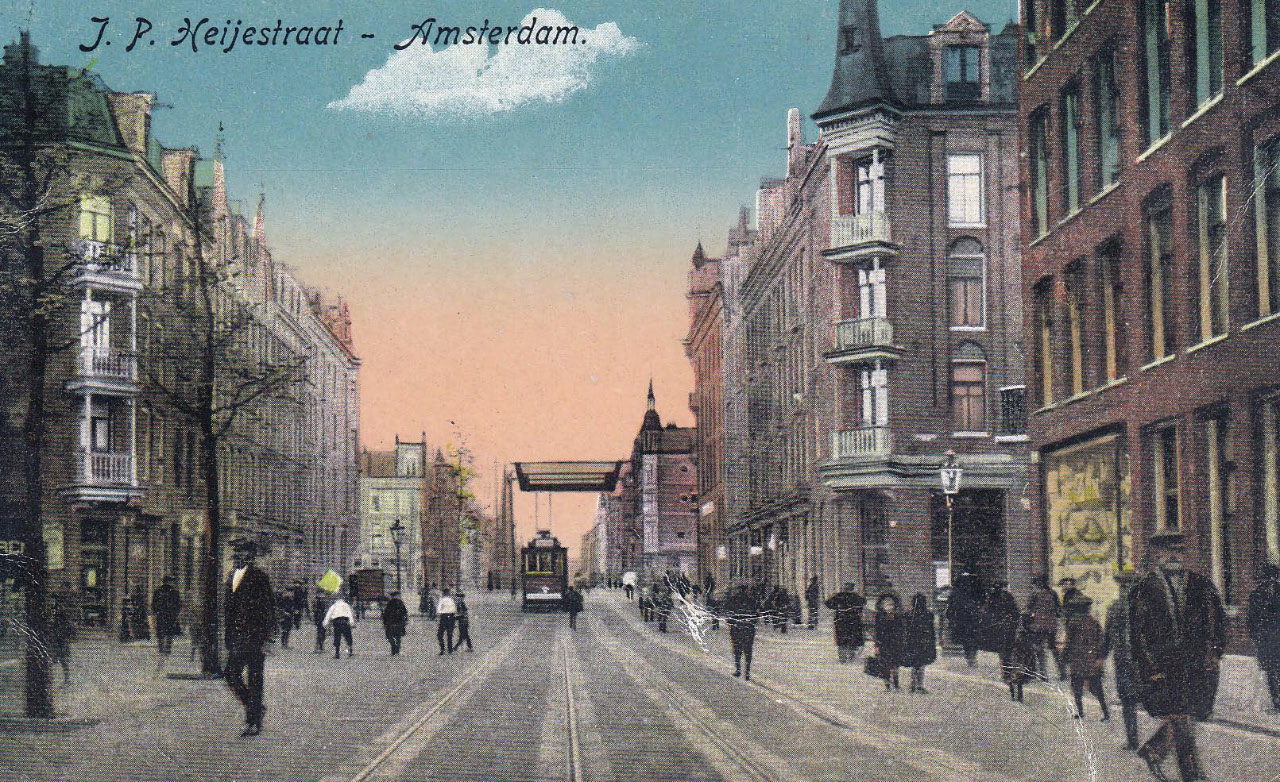
Vermoedelijk tweede versie van de brug

<<< · 100 · 101 · 102 · 103 ·  105 · 106 · 107 · 108 · 109 ·  110 · 111 · 112 · 113 · 114 · 115 · 116 · 117 · 118 · 119 · 120 · 121 · 122 · 123 · 124 · 125 · 126 · 127 · 128 · 129 · 130 · 131 · 132 · 135 · 136 · 137 · 138 · 139 · 140 · 141 · 142 · 143 · 144 · 145 · 146 · 147 · 148 · 149 ·  150 · 151 · 152 · 155 · 156 · 159 · 160 · 161 · 162 · 163 · 164 · 165 · 166 · 167 · 168 · 169 ·  170 · 171 · 172 · 173 · 174 · 175 · 176 · 177 · 178 · 179 · 180 · 181 · 182 · 183 · 184 · 185 · 186 · 187 · 189 · 190 · 191 · 192 · 193 · 194 · 195 · 196 · 198 · 199 · >>>
Brugnummers 104, 133, 134, 153, 154, 157, 158, 188 en 197 zijn niet (meer) in gebruik.